# Novi život (časopis)
Novi život je bio hrvatski iseljenički list.
U impresumu je stajalo da je list "katolički časopis za kulturni i duhovni život".
Izlazio je u Rimu od 1962. i poslije u Essenu.
Uz ovaj list je uveliko vezano ime zagrebačkog svećenika Franje Lodete, njegovog dugogodišnjeg urednika.

## Vanjske poveznice i izvori
- Bibliografija Hrvatske revije  Arhivirana inačica izvorne stranice od 20. lipnja 2006. (Wayback Machine) Franjo Hijacint Eterović: Trideset godina hrvatskog iseljeničkog tiska 1945-1975.
- Bibliografija Hrvatske revije[neaktivna poveznica] Vinko Nikolić: Novi život, katolički časopis za kulturni i duhovni život
- Hrvatski tragovi u vječnom gradu (PDF)